# 군내북초등학교
군내북초등학교는 대한민국 전라남도 진도군에 있는 공립 초등학교이다.

## 학교 연혁
- 1936년 5월 4일: 군내공립보통학교 부설 둔전간이학교 설립인가
- 1938년 4월 1일: 군내공립심상소학교 부설 둔전간이학교 개편
- 1941년 4월 1일: 군내공립국민학교 부설 둔전간이학교 개편
- 1943년 4월 1일: 군내북공립국민학교 개편
- 일자미상 군내북국민학교 개편
- 일자미상 군내북국민학교 나신분교 설립 인가
- 1969년 9월 3일: 나신분교장 개교
- 1971년 9월 8일: 나신분교장 나신국민학교 승격 분리
- 1993년 9월 1일: 나신국민학교 분교장 격하 편입
- 1995년 3월 1일: 나신분교장 폐교 및 본교 통폐합
- 1996년 3월 1일: 군내북초등학교 개편
- 2019년 9월 1일: 제30대 이권재 교장 부임
- 2021년 2월 9일: 제73회 졸업(총 2746명)

## 참고 자료
- 군내북초등학교 - 한국교육학술정보원 학교알리미